# Rainier Fog
Rainier Fog es el sexto álbum de estudio de la banda de grunge Alice in Chains, fue lanzado el 24 de agosto de 2018 a través del sello discográfico BMG Rights Management (BMG). El título fue inspirado por el Monte Rainier en Seattle, y la canción principal es un tributo a la escena musical de Seattle. Este es el tercer álbum de la banda con William DuVall como vocalista principal compartiendo deberes vocales con Jerry Cantrell, y el primer álbum de Alice in Chains en 22 años que se grabará en su ciudad natal de Seattle. El álbum fue parcialmente grabado en Seattle Studio X (antes Bad Animals Studios), el mismo estudio donde la banda grabó su álbum homónimo de 1995.
Rainier Fog es también la tercera colaboración de Alice in Chains con Nick Raskulinecz, por lo que es la primera vez que graban más de dos álbumes de estudio de larga duración con el mismo productor. Las canciones como "The One You Know" y "So Far Under" fueron lanzadas como sencillos principales para promocionar el álbum.

## Promoción
Durante el concierto de Alice in Chains en el House of Blues en Boston el 28 de abril de 2018, Jerry Cantrell anunció que se lanzaría una nueva canción la semana siguiente, y el nuevo álbum se lanzaría en agosto.
El primer sencillo del álbum, "The One You Know", fue lanzado a través de Spotify, Amazon e iTunes el 3 de mayo de 2018. Un video musical dirigido por Adam Mason fue lanzado en YouTube el mismo día.
Durante una entrevista con Eddie Trunk en Trunk Nation el 7 de mayo de 2018, Jerry Cantrell afirmó que el nuevo álbum se lanzará a fines de agosto de 2018.
El 27 de junio de 2018, la banda lanzó el segundo sencillo del álbum, "So Far Under" a través de YouTube, streaming y descarga digital, y también anunciaron que el nuevo álbum se titulará Rainier Fog y que se lanzará en agosto. 24, 2018. Las ilustraciones del álbum y la lista de canciones también se revelaron el mismo día.

## Lista de canciones
| N.º | Título                 | Duración |  |
| 1.  | «The One You Know»     | 4:49     |  |
| 2.  | «Rainier Fog»          | 5:01     |  |
| 3.  | «Red Giant»            | 5:25     |  |
| 4.  | «Fly»                  | 5:18     |  |
| 5.  | «Drone»                | 6:30     |  |
| 6.  | «Deaf Ears Blind Eyes» | 4:44     |  |
| 7.  | «Maybe»                | 5:36     |  |
| 8.  | «So Far Under»         | 4:33     |  |
| 9.  | «Never Fade»           | 4:40     |  |
| 10. | «All I Am»             | 7:15     |  |

## Personal
- Jerry Cantrell – Voz principal, guitarra líder y guitarra rítmica
- William DuVall – Voz principal, guitarra rítmica, guitarra líder
- Sean Kinney – Batería y percusiones
- Mike Inez – Bajo y voces adicionales

### Producción
- Producido por Nick Raskulinecz y Alice in Chains
- Ingeniero de audio por Paul Figueroa
- Mezcla por Joe Barresi
- Arte conceptual por Ryan Clark